# Marcipa nimba
Marcipa nimba là một loài bướm đêm trong họ Erebidae.